# Filips III van Nassau-Weilburg
Filips III van Nassau-Weilburg (Slot Neuweilnau, 20 september 1504 - Weilburg, 4 oktober 1559) was graaf van Nassau-Weilburg, een deel van het graafschap Nassau. Hij stamt uit de Walramse Linie van het Huis Nassau.

## Biografie
Filips was de oudste zoon van graaf Lodewijk I van Nassau-Weilburg en Maria Margaretha van Nassau-Wiesbaden, dochter van graaf Adolf III van Nassau-Wiesbaden en Margaretha van Hanau-Lichtenberg. Na de dood van zijn vader werd hij op 19-jarige leeftijd graaf.

### Graaf van Nassau-Weilburg
Het deelgraafschap Nassau-Weilburg omvatte onder Filips de ambten Weilburg, Merenberg, Usingen, Sonnenberg en Gleiberg. Belangrijke plaatsen waren ook Kirberg, Weilmünster en Neuweilnau. Bovendien omvatte het graafschap delen van verschillende gebieden, die elk gezamenlijk eigendom waren. Mede-eigenaars waren de graven van Nassau-Saarbrücken en Nassau-Wiesbaden of de landgraaf van Hessen.
Vanwege de hoge schuldenlast van zijn vader was Johan Lodewijk van Nassau-Saarbrücken tot voogd in het graafschap Nassau-Weilburg benoemd. Pas in 1524 kon Filips de regering overnemen. Hij zorgde aan het begin van zijn zelfstandige regering voor de verdeling van de heerlijkheden Stauf en Kirchheim, die gemeenschappelijk eigendom van Nassau-Weilburg en Nassau-Saarbrücken waren. Het erfverdrag met Nassau-Saarbrücken werd in 1524 eveneens vernieuwd. 
Om de begrotingssituatie te verbeteren, streefde Filips ernaar de mijnbouw te intensiveren. Samen met burgerlijke partners stichtte hij tussen 1524 en 1530 in de omgeving van Weilmünster meerdere ijzermijnen. De grafelijke familie wist in de loop der tijd een meerderheidsbelang in de mijnbouwbedrijven te verkrijgen. In 1536 vaardigde Filips een uniforme mijnbouwverordening uit voor zijn gehele graafschap. Het verwachte economisch herstel bleef echter uit.
Filips's regering viel in de tijd van de reformatie. Deze wilde hij tijdens zijn bewind bevorderen. Daartoe verbond hij zich met landgraaf Filips I van Hessen. Anderzijds zorgde hij ervoor dat hij geen vazal van Hessen werd. Hij benadrukte daarom zijn positie als rijksonmiddellijk graaf en was al vroeg in de Wetterauer Grafenverein actief.
Het voortschrijden van de reformatie in Nassau-Weilburg zorgde voor tweedracht met de katholiek gebleven graven van Nassau-Saarbrücken, waarop Filips ruggensteun bij de Wetterauer Grafenverein zocht.
Op de Rijksdag van Regensburg in 1532 beloofden Filips III van Nassau-Weilburg en Filips I van Nassau-Wiesbaden 16 ruiters en 80 infanteristen aan keizer Karel V. Deze zouden in de oorlog tegen het Ottomaanse Rijk ingezet moeten worden. In ruil daarvoor verkreeg Filips III marktrechten voor Rückershausen en Usingen.

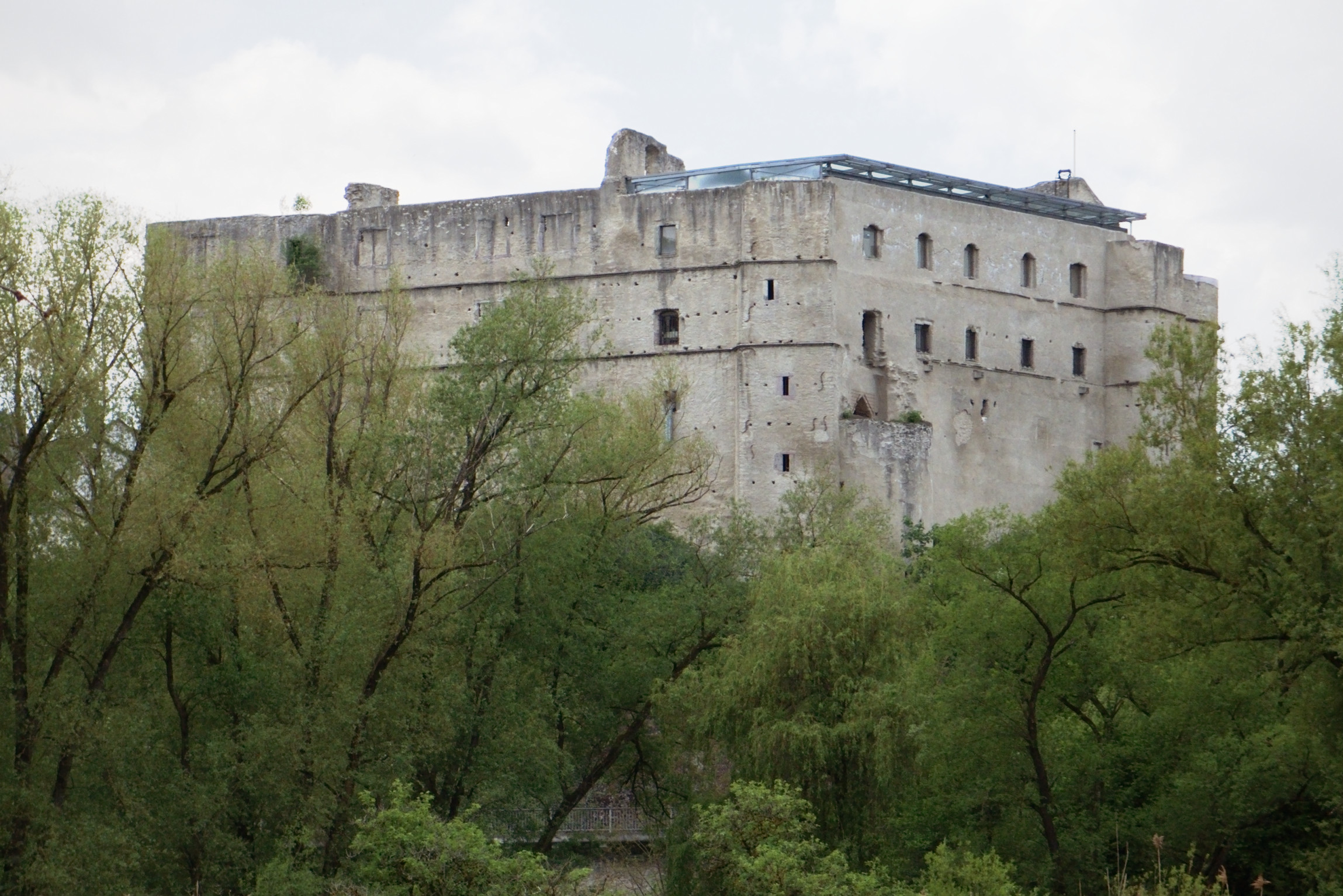
Ruïne van Kasteel Löhnberg

Op 25 januari 1536 sloot hij een uitgebreid ruilverdrag met Filips van Hessen. Filips III stond zijn rechten op de proosdij Wetzlar, Klooster Altenberg en Kasteel Kalsmunt aan Hessen af, en verkreeg in ruil daarvoor het ambt Burgschwalbach en het Hessische deel van Kasteel Löhnberg.

### Schmalkaldisch Verbond
Op aanbeveling van Filips van Hessen trad Filips III op 26 augustus 1537 officieel toe tot het Schmalkaldisch Verbond. Hij ondersteunde het verbond echter slechts aarzelend. In het bijzonder werden overeengekomen buitengewone bijdragen door Filips III niet betaald. Als hoofdreden voerde hij aan dat hem geen afschrift van het verbondsverdrag toegezonden was.
Het dubbele huwelijk van Filips van Hessen (1540) en het falen van de toegezegde ondersteuning van het verbond tegen Trier, leidde opnieuw tot een distantiëring van Filips III van het verbond, zonder dat hij officieel uittrad. Het verbond maande hem nog steeds om de ontbrekende bijdragen. Hij bleef wel in nauw contact staan met Filips van Hessen.
In de Schmalkaldische Oorlog ondersteunde Filips III vervolgens Filips I van Hessen met acht ruiters. Al na de aanvankelijke overwinningen van de keizerlijke troepen aan de Donau riep hij deze steun terug. De keizerlijke veldmaarschalk Reinhard van Solms bracht toen een verzoening tussen Filips III en keizer Karel V tot stand.
Nadat hij de activiteiten in het Schmalkaldisch Verbond opgegeven had, streefde Filips naar de opleving van de Wetterauer Grafenverein. De heroprichting vond plaats in 1542 in Wetzlar. In 1549 werd Filips tot Hauptmann van de vereniging gekozen.

### De reformatie
Bij de invoering van de reformatie volgde Filips aanvankelijk de geestelijke stroming in de Wetterauer Grafenverein, maar hij plaatste zich vanaf 1526 toenemend op de voorgrond. Vooral in de gebieden die Filips III gezamenlijk bezat met Filips van Hessen, werd de reformatie snel ingevoerd. Deze gebieden waren de ambten Hüttenberg en het Land an der Lahn (Heuchelheim, Kinzenbach, Launsbach, Wißmar, Rodheim en Fellingshausen).
Filips nam op 20 juni 1524 deel aan de vergadering van de Wetterauer Grafenverein. Hierin werd besloten het Edict van Worms niet toe te passen. Hierop kwam het tot een conflict tussen Filips en Richard von Greiffenklau zu Vollrads, de aartsbisschop van Trier. De aartsbisschop klaagde dat Filips in zijn geestelijke jurisdictie ingreep en de die hem toekomende belastingen onthield. In de Duitse Boerenoorlog streed Filips echter aan de zijde van de aartsbisschoppen van Trier en Mainz om de opstand te beëindigen.
Op de bijeenkomst van de Wetterauer Grafenverein in 1525 in Butzbach werd in aanwezigheid van Herman van Nieuwenaar, het evangelische geloof aangewezen. Er werd een lijst met alle kloosters opgesteld om deze in de toekomst te belasten. In 1525/26 wees Filips de eerste protestantse predikant aan in zijn graafschap. Na de Rijksdag van Speyer in 1526 kreeg de predikant de opdracht om de reformatie in Weilburg door te voeren. Tijdens deze taak stuitte deze op het verzet van het Sticht Weilburg, de Weilburgse stadspastoor en bovenal van Klooster Pfannstiel. Ondanks protesten van de aartsbisschoppen van Mainz en Trier, hield Filips vast aan de predikant. Interne ruzies in de Wetterauer Grafenverein vertraagden echter het tempo van de reformatie. Na de beroeping naar de pas opgerichte Universiteit van Marburg in 1527 probeerde Filips de predikant in Weilburg te houden. Voor dit doel werd Johann Roß, 28 jaar stadspastoor in Weilburg, het land uitgewezen. In 1528 verhuisde de predikant echter naar de Universiteit van Marburg. De reformatie werd nu verder door de hofpredikant doorgevoerd. Deze leidde in 1535 de eerste uitgebreide visitatie in Nassau-Weilburg.
Na zijn toetreding tot het Schmalkaldisch Verbond, werd de reformatie in Nassau-Weilburg versneld. Filips verordende de opheffing van het kleine Johanniterklooster Pfannstiel en de verkoop van het waardevolle liturgisch vaatwerk van het Walpurgissticht Weilburg. In 1540 stichtte Filips een vrije school in Weilburg, die zich snel tot het centrum van het onderwijs ontwikkelde. Deze vrije school is de voorloper van het Gymnasium Philippinum Weilburg. De nieuwe hofpredikant van Weilburg hield in 1547 een synode met de geestelijkheid van het graafschap in Weilburg en maakte zich voor de vrije school verdienstelijk. Hij werd in 1548 officieel benoemd tot visitator.
Door het Interim van Augsburg werd de reformatie onderbroken. De hofpredikant moedigde de predikanten aan om weerstand te bieden aan de katholieke contrareformatie, die werd uitgevoerd door de aartsbisschoppen van Trier en Mainz. De contrareformatie mislukte omdat de aartsbisschoppen niet over voldoende katholieke pastoors beschikten om alle parochies te bezetten, waardoor de reformatorische predikanten in hun ambt gelaten moesten worden. Filips moest echter in 1550 zijn hofpredikant een half jaar lang met verlof sturen. Die reisde in die tijd naar Wittenberg en schreef het boek Die schöne und tröstliche Historia von Joseph, dat hij aan Filips opdroeg.
Na het Verdrag van Passau in 1552 konden Filips en zijn hofpredikant de reformatie hervatten. De tussentijds benoemde katholieke pastoors werden weer afgezet. Talrijke kelken en misgewaden werden verkocht. Het Sticht Weilburg kreeg een nieuwe verordening. Een synode van de reformatorische geestelijkheid werd in 1553 bijeengeroepen in Weilburg. Op 3 januari 1555 werd het Sticht Weilburg definitief opgeheven. Met de Godsdienstvrede van Augsburg werd de geestelijke jurisdictie van de aartsbisschoppen opgeheven.

### Bouwheer

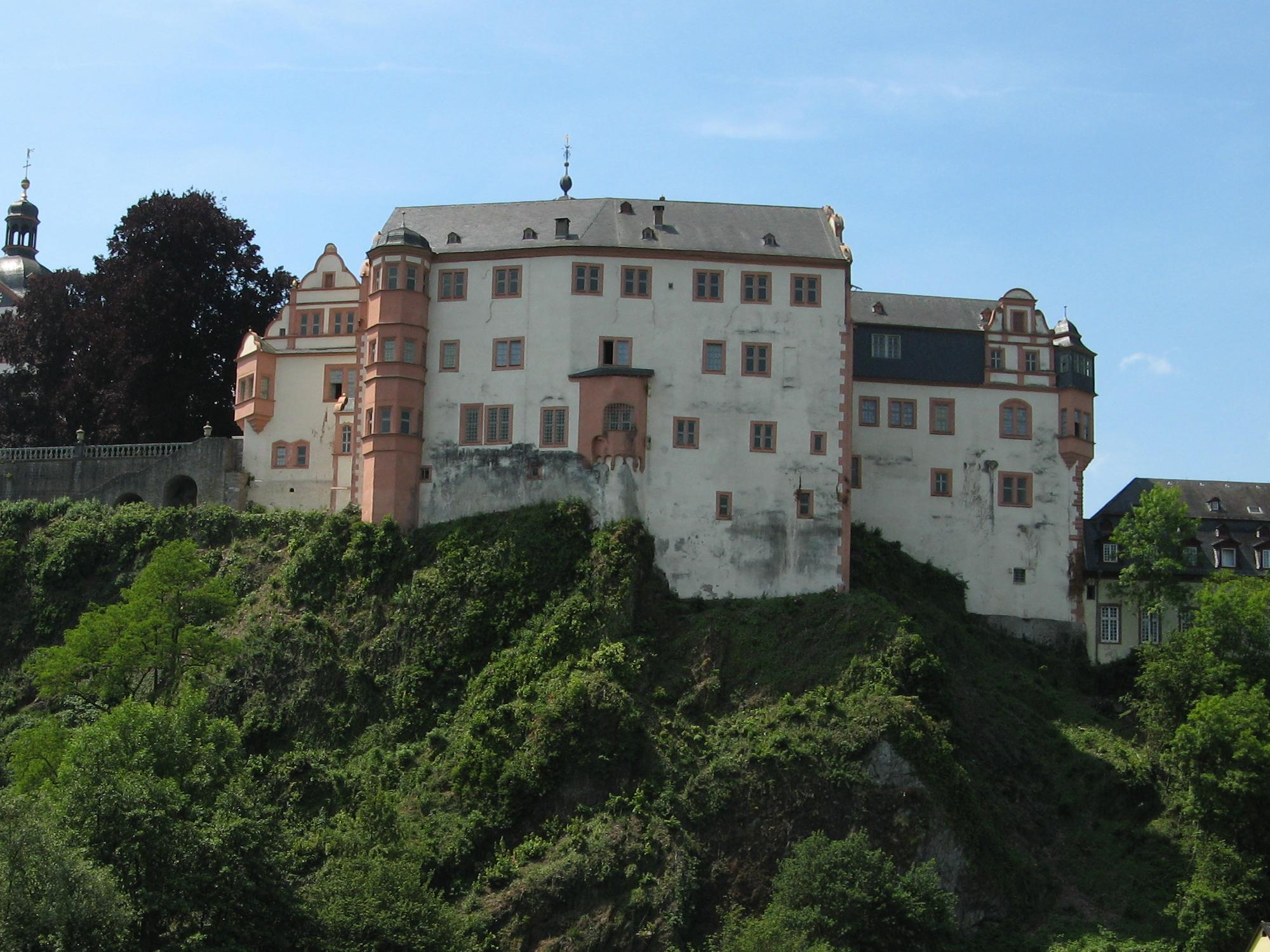
De huidige oostvleugel van Slot Weilburg is het woonhuis dat Filips III bouwen liet

Filips was de initiator van verschillende bouwprojecten in zijn graafschap. Het belangrijkste was de bouw van een nieuwe residentie in Weilburg. Voor het in twee bouwfasen gebouwde Slot Weilburg werden de bouwmeesters Nikolaus Schickedanz uit Frankfurt (oostvleugel) en Balthasar Wolff uit Heilbronn (zuid- en westvleugel) gecontracteerd. De bouwwerkzaamheden duurden van 1533 tot 1549. Er werd een representatief woonhuis gebouwd, de huidige oostvleugel van Slot Weilburg, en de zuid- en westvleugels als huishoudelijke gebouwen. Nog heden ten dage is aan de trappentoren van de oostelijke vleugel het alliantiewapen van Filips III van Nassau-Weilburg en Amalie van Isenburg-Büdingen aangebracht.
De bouwvallige stadskerk van Weilburg werd gerepareerd en in 1555 werd er een nieuwe toren gebouwd. Deze toren diende soms als een hoog reservoir voor water. Hij werd later geïntegreerd in Slot Weilburg. Onder Slot Weilburg werd in 1555 een stenen brug over de Lahn gebouwd. Deze brug verbond de heerlijkheden Weilburg en Merenberg. Na het voltooien van het werk in Weilburg werd Slot Usingen van 1551 tot 1558 herbouwd.

### Overlijden, begrafenis en opvolging
Filips overleed op 55-jarige leeftijd in Weilburg en werd begraven in de Sint-Maartenskerk. Hij liet zijn erfgenamen met een zware schuldenlast achter. Zijn doelen waren zijn mogelijkheden te boven gegaan. Zijn zoons Albrecht en Filips regeerden tot 1561 het graafschap gezamenlijk en verdeelden het daarna onder elkaar.

## Huwelijken en kinderen

### Eerste huwelijk
Filips huwde eerst op 2 maart 1523 met Elisabeth van Sayn-Hachenburg († 5 februari 1531), dochter van graaf Gerhard III van Sayn-Hachenburg en Anna van Wied. Elisabeth werd begraven in de Sint-Maartenskerk te Weilburg.

Uit dit huwelijk werden de volgende kinderen geboren:
1. Lodewijk (ca. 1524, jong overleden, begraven te Weilburg).
2. Filips (ca. 1526, jong overleden, begraven te Weilburg).
3. Dochter (ca. 1528, jong overleden, begraven te Weilburg).
4. Dochter (ca. 1530, jong overleden, begraven te Weilburg).

### Tweede huwelijk
Filips huwde daarna in 1536 na 23 september met Anna van Mansfeld-Hinterort (ca. 1520 - 26 december 1537), dochter van graaf Albert van Mansfeld-Hinterort en Anna van Honstein. Anna overleed in het kraambed en werd begraven in de Sint-Maartenskerk te Weilburg.

Uit dit huwelijk werd geboren:
1. Albrecht (26 december 1537 - Slot Ottweiler, 11 november 1593), volgde zijn vader op.

### Derde huwelijk
Filips huwde tot slot te Büdingen op 17 augustus 1541 met Amalia van Isenburg-Büdingen (23 juni 1522 - Offenbach, 18 mei 1579), dochter van graaf Johan van Isenburg-Büdingen en Anna van Schwarzburg. Amalia werd begraven te Offenbach.

Uit dit huwelijk werden de volgende kinderen geboren:
1. Filips (Weilburg, 14 april 1542 - Saarbrücken, 12 maart 1602), volgde zijn vader op.
2. Odilia (Weilburg, 27 juli 1546 - ca. 1607), huwde te Weilburg op 23 juni 1567 met wild- en rijngraaf Otto I van Salm-Kyrburg-Mörchingen (Kyrburg, 15 augustus 1545 - Kyrburg, 7 juni 1607).
3. Anna Amalia (26 juli 1549 - 7 januari 1598), huwde te Saarbrücken op 27 mei 1588 met wild- en rijngraaf Frederik I van Salm-Dhaun-Neufville (3 februari 1547 - 26 oktober 1608).